# آدمای من (ترانه جی بالوین و ویلی ویلیامز)
«آدمای من» (به اسپانیایی: Mi Gente) تک‌آهنگی از هنرمند اهل کلمبیا جی بالوین و ویلی ویلیام است که در ۳۰ ژوئن ۲۰۱۷ منتشر شد. آنها نسخه دیگری به همراهی بیانسه نیز منتشر کردند.
این ترانه در چارت‌های شیلی، کلمبیا، اکوادور، ایتالیا، مکزیک، هلند، پاناما، پاراگوئه، پرتغال، رومانی، اسپانیا و اروگوئه به رتبه یک رسید و در چارت‌های ونزوئلا، بریتانیا، سوئیس، اسکاتلند، روسیه، ایرلند، مجارستان، فنلاند، دانمارک، برزیل، بولیوی، بلژیک، اتریش و آرژانتین به رتبه زیر ده رسید.